# Psicologia comunitária
A Psicologia Comunitária é uma aplicação da psicologia social para resolução dos problemas sociais nas comunidades. Constitui-se como disciplina recente na história da psicologia. Sua origem remonta, por um lado à psiquiatria social e preventiva, à dinâmica e psicoterapia de grupos, práticas "psi" que conceituavam uma origem social a seus objetos de estudo. São comuns os termos: “Psicologia na Continuidade ” (Bender, 1978); “Psicologia do Desenvolvimento Comunitário” (Escovar, 1979); “Saúde Mental Comunitária” (Berenger, 1982); “Psicologia Comunitária/na Comunidade” (Bonfim, 1992); etc. 
A Psicologia Comunitária se caracteriza por trabalhar com sujeitos sociais em condições ambientais específicas, atento às suas respectivas psiques ou individualidades. Seus objetivos se referem a melhoria das relações entre os sujeitos e entre estes e a natureza e instituições sociais ou o seu empoderamento. Nesta perspectiva está todo o esforço para a mobilização das comunidades na busca de melhores condições de vida”. O termo Psicologia Comunitária inclui os estudos e práticas que vêm se realizando no Brasil a exemplo do Movimento de Saúde Mental Comunitário e do Movimento de Ação Comunitária na América Latina, e outras aplicações da psicologia social em problemas relacionados a comunidade.
Fundamental para compreensão da Psicologia Comunitária é o conceito de comunidade, seu objeto material e campo de atuação. O termo Comunidade, utilizado hoje em dia na Psicologia Social, é bastante elástico e capaz de incluir em seu escopo desde um pequeno grupo social, um bairro, uma vila, uma escola, um hospital, um sindicato, uma associação de moradores, uma organização não - governamental, até abarcar os indivíduos que interagem numa cidade inteira.

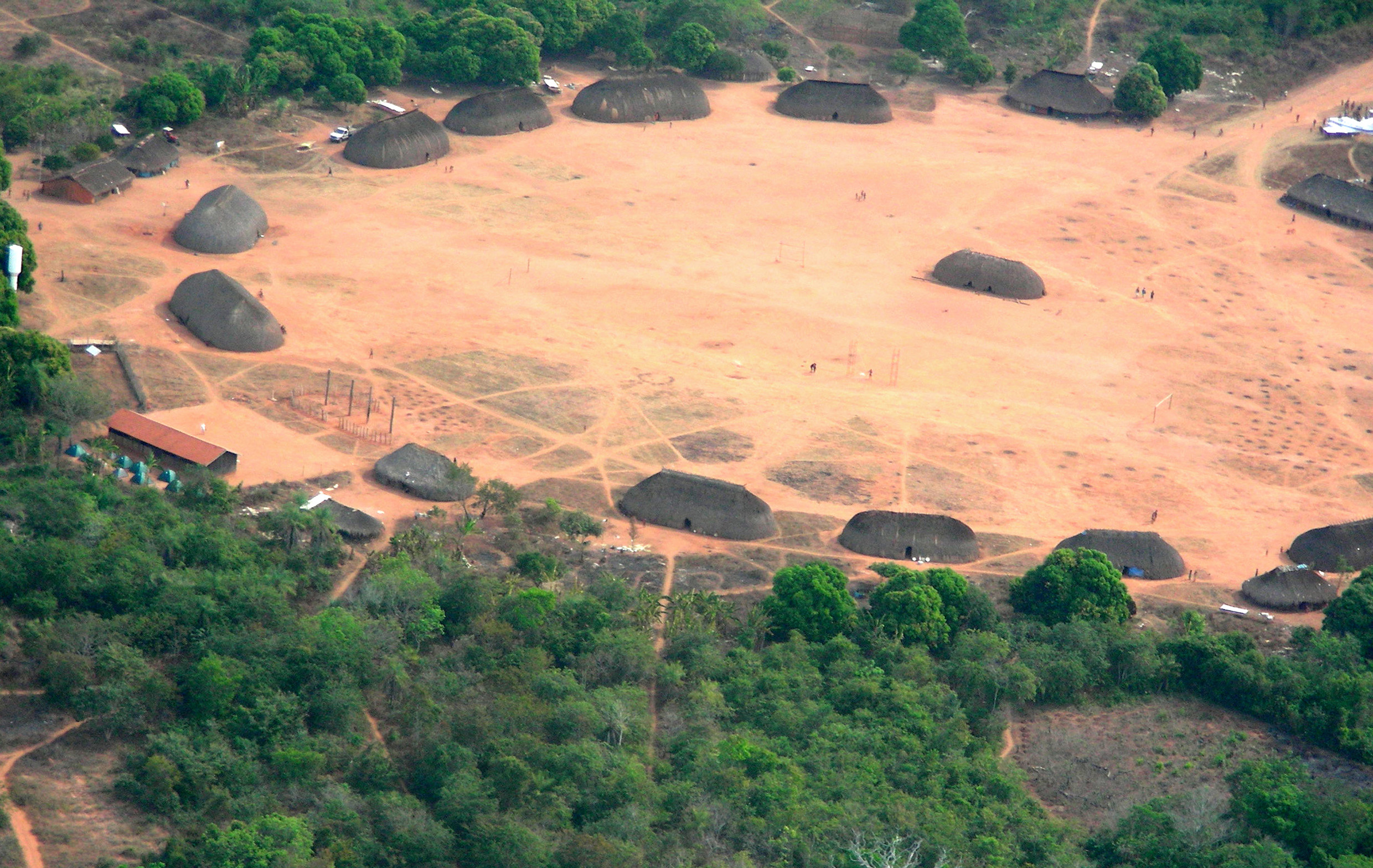
Aldeia no Parque Indígena do Xingu.

## Comunidade
Comunidade vem do latim communitatem/communitas, qualidade ou estado do que é comum; comunhão: compartilhamento de ideias (senso comum) ou interesses em concordância, identidade; na área jurídica, posse, obrigação ou direito em comum designando também o sujeito ou interesses coletivos. 
Comunidade é um conceito amplo que abrange situações heterogêneas, mas que, ao mesmo tempo, apoia-se em fundamentos afetivos, emotivos e tradicionais. Ela está relacionada a parentes que se relacionam por laços de sangue e por uma vida em comum numa mesma casa, a vizinhos, o que se caracteriza pela vida em comum entre pessoas próximas da qual nasce um sentimento mútuo de confiança, de favores, e amigos, que estão ligados aos laços criados nas condições de trabalho ou no modo de pensar.etc. A psicologia Comunitária vai além da psicologia social, ela tem uma visão maior com relação à sociedade; mudança social, ideologia, alienação, representação social, identidade social, sentido psicológico de comunidade, “empoderamento”, grupo social, apoio social, realidade socialmente construída, atividade, investigação-ação-participante, sujeito histórico-social, consciência crítica, conscientização etc. Podemos dizer que a Psicologia Comunitária compreende hoje um conjunto de concepções relevantes para o esforço de delimitar seu campo de análise e aplicação.
Pode-se dizer que é uma relação mantida entre pessoas mais próximas. Quando nos referimos a pessoa vivendo em comunidades é difícil pensar que essas comunidades nunca terão problemas de relacionamentos às vezes interpretados como doença mental, pois há diferenças entre as pessoas por se tratar das diferenças de cada indivíduo suas subjetividades e opiniões de classe social e racial. 
Se tomarmos a acepção literal de psicologia aplicada ao estudo intervenções na comunidade teremos esta(s) como sinônimo da psicologia social ou seja como os mesmos problemas de método e definição do objeto de estudo que essa. A principal diferença entre a psicologia social e comunitária vem da do uso específico que assume o vocábulo comunidade contrapondo-se à sociedade enquanto segmento específico por recorte territorial, identidade ou relação entre seus membros. 
Para Sawaia   a descoberta da comunidade não foi um processo específico da psicologia social. Fez parte de um movimento mais amplo de avaliação crítica do papel das ciências sociais e, por conseguinte, do paradigma da neutralidade científica, desencadeado nos anos 60 e culminado nas décadas de 70 e 80, quando o conceito de comunidade invadiu literalmente, o discurso das ciências humanas e sociais, especialmente as práticas na área da saúde mental. Sem deixar de ressaltar a importância, para psicologia, dessa aquisição epistemológica (científico-analítica) onde está implícita a perspectiva orientadora de ações e reflexões (construção / modificação da realidade), a referida autora, assina-la a o caráter utópico da proposição bem como sua utilização demagógica em discursos políticos.

## Um pouco de sua história
Podemos dizer que uma das primeiras tentativas conhecidas foi realizada por Jacob Levy Moreno  (1889 - 1974), nos Jardins de Augarten, em Viena no início do século XX.Em seus registros históricos encontramos relatos sobre ter realizado em sua juventude, de modo empírico, improvisações dramáticas com crianças. Se por um lado se constituiu uma experiencia inspiradora para a teoria da espontaneidade (uma das bases filosóficas do seu método científico), por outro, a prática da espontaneidade na vida real de época, levou a questionamentos acerca do mundo dos adultos, sobre normas e regras sociais, que impediram a sua continuidade.      
A experiência e a obra de Wilhelm Reich, apesar de polêmicas , são cruciais na formação histórica da proposta da Psicologia Comunitária . Após participar como assistente de Freud em uma clínica gratuita em Viena, em 1922 e abrir uma semelhante em 1920 em Berlim , logo chegou à conclusão de que seria ilusório querer transformar a miséria sexual e mental com a multiplicação de clínicas e análises , fundando assim uma sociedade socialista de aconselhamento sexual e de sexologia. Após conferência com médicos e estudantes socialistas , e convencido de necessidade de politizar a questão sexual , liga-se ao partido comunista Alemão e funda a associação Alemã para uma política sexual proletária (SEXPOL), que teve seu primeiro congresso em Dusseldorf, em 1931.Mas a ação de Reich durou pouco. Vasconcelos 1989 
Uma outra experiência, distinta da de Reich, mas bastante significativa, é a dos Alcoólicos Anônimos (A.A.) iniciada em 1935, nos Estados Unidos, e hoje amplamente difundida em quase todo mundo. Os A.A. constituem sem dúvida uma experiência sujestiva e eficaz dentro do enfoque da Psicologia Comunitária, e influenciaram enormemente a criação de experiência semelhantes mais recentes, do tipo neuróticos anônimos , grupos de auto-ajuda de ex-"psiquiatrizados" , etc. Vasconcelos 1989 (O.C.)
A medicina comunitária também teve um forte papel no aparecimento da Psicologia Comunitária .Outro processo fundamental que contribuiu para o aparecimento da Psicologia Comunitária foi o progressivo assalariamento , o achapamento da renda e a consequente criação de condições para politização crescente dos profissionais de saúde mental .
Finalmente , não poderíamos nos esquecer de todo um movimento de questionamento crítico dentro da Psicologia como um todo , e da Psicologia Social em particular. Se fizermos uma avaliação da implementação da Psicologia Comunitária , no Brasil, acredito que poderemos identificar pelo menos três direções, tendo a primeira como vida acadêmica ,universitária.A segunda , Movimento popular e por fim , a Implementação de programs que incorporam a Psicologia Comunitária, principalmente ligadas ao estado.

## Caracterização e tendências
A psicologia desenvolveu-se por quase 2000 anos dentro da tradição filosófica e em parte médico religiosa mas é no final do século XIX e início do século XX que se acentua a relação desta com a área médica (anatomia, fisiologia, biologia) e as emergentes ciências sociais.
Segundo Paim  distintos movimentos de idéias influenciaram o campo social da saúde durante a emergência e o desenvolvimento do capitalismo que podem ser caracterizados como: Polícia Médica; Higiene; Medicina Social; Saúde Pública; Medicina Preventiva; Saúde Comunitária; Medicina Familiar; Promoção da Saúde; Saúde Coletiva. Esses movimentos ocorridos entre a segunda metade do século XVII e os nossos dias, segundo esse autor podem ser caracterizados como vetores ideológicos, sociais, de ação política e produção de conhecimento. O movimento ideológico da medicina e saúde comunitária é originário dos Estados Unidos na década de 60, como resposta às tensões sociais geradas pelos movimentos dos direitos civis e contra a segregação racial, compondo posteriormente certas políticas de combate a pobreza dos governos Kennedy e Johnson. Ainda segundo esse autor tratava-se da operacionalização do discurso da Medicina preventiva acrescentando conceitos estratégicos como participação da comunidade e regionalização, extensão dos cuidados (da atenção primária à saúde) às populações das periferias urbanas e rurais
Na maioria dos movimentos acima enunciados identifica-se uma tendência e modo particular de ação da psiquiatria e proposições de intervenção no social através da classificação de inteligência e concepções da psicopatologia e proposições de tratamento em saúde mental. Nessa perspectiva observe-se a importância que Caplan  ao pronunciamento oficial do Presidente Kennedy ao congresso americano em 1963 sobre a prevenção tratamento e reabilitação dos enfermos e retardados mentais enquanto problemas de responsabilidade comunitária. 
Segundo Donnangelo e Pereira  a medicina comunitária é parte de extensão da prática médica e os determinantes desta extensão na sociedade de classes, constituem o referencial mais amplo para compreensão dessa forma particular assumida pela prática médica onde a pobreza é objeto da intervenção em saúde e se passou a requerer o uso do trabalho auxiliar de outras categorias profissionais.  Inclusive em Cuba houve a criação do técnico de nível médio em psicologia. 
A psicologia comunitária da década de 80 que tem como marco o I Seminário Internacional de Psicología en la Comunidad  realizado em Havana, 1981 e a análise das transformações do tratamento psicológico e psiquiátrico advindos das revoluções socialistas em especial os serviços de saúde mental cubanos 
No Encontro Mineiro de Psicologia Comunitária de 1988, descrito por Lane  houve uma ênfase dada às técnicas de dinâmica de grupo e conhecimento da realidade para auto-reflexão e ação conjunta organizada exemplificando com o trabalho realizado por Elizabeth Bomfim e Marília N. da Mata na favela de Vila Acaba Mundo em Belo Horizonte (MG) onde sintetizou o trabalho de seu grupo com a afirmação da existência de uma relação estreita entre saúde e condições de vida, cabendo ao psicólogo atuar no sentido de que as condições de vida e modo de vida precisam ser dominados para que haja autonomia de sujeito para exercer sua saúde. Paim  analisando os enfoques da medicina comunitária também refere-se à proposição mineira do entendimento de que a população deve compreender a sua capacidade de pressão para obter benefícios coletivos.

## Psicologia Comunitária Aplicada a Saúde
O modelo biomédico,tanto como o modelo “biopsicossocial” compartilham dos pressupostos do grande paradigma da atualidade de “cientificidade”. O conceito distorcido de saúde e o caráter impositivo e normatizador da visão cientifica têm resultado numa progressiva medicalização da vida cotidiana. Embora os denominados comportamentos ou ambientes de risco sejam uma realidade, em conseqüência dessa visão prepotente dos profissionais de serem “donos da verdade”, o método intervencionista tem sido geralmente a o diferencial no que os “técnicos científicos” acreditam ser “práticas saudáveis”. Realmente, o modelo se apresenta de forma totalmente funcional às necessidades do sistema sócio-econômico atual. Isso acontece não apenas no que se refere aos interesses econômicos que vêem no modelo uma das melhores fontes de lucro no mercado de consumo de medicamentos (Barros, 1995 apud:...; Velásquez, 1986 apud:...), mas também no campo das idéias, já que este reforça a visão individual e parcelada dos fatos sociais. É assim que, decorrente desse acentuado individualismo e antropocentrismo do sistema, condiciona-se uma visão fora do contexto dos comportamentos humanos, focalizando a responsabilidade das doenças e sofrimentos nos indivíduos, tanto em seus estilos de vida considerados como inadequados quanto nos denominados aspectos “mórbidos” da personalidade  O pensamento individual vai também dificultar substancialmente as possibilidades de trabalho em equipe, ficando a relevância do trabalho interdisciplinar na saúde,normalmente restrita ao discurso ou ao papel. Em resumo, médicos, enfermeiras, assistentes sociais, psicólogos, fisioterapeutas, nutricionistas deveriam ter oportunidade de compartilhar, desde os primórdios acadêmicos, "um espaço permanente de encontro baseado numa concepção sistêmica ecológica"  da vida humana. Este espaço teria como objetivo a geração de uma nova estrutura comum para lidar com o processo saúde-doença numa perspectiva interdisciplinar. 